# 貴州
貴州（きしゅう）は、中国にかつて存在した州。唐代から明初にかけて、現在の広西チワン族自治区貴港市一帯に設置された。

## 唐代
621年（武徳4年）、唐が蕭銑を滅ぼすと、隋の鬱林郡の地に南尹州が立てられた。南尹州は鬱林・懐沢・鬱平・馬嶺・潮水・石南・興徳・桂平・嶺山・安城の11県を管轄した。635年（貞観9年）、南尹州は貴州と改められた。742年（天宝元年）、貴州は懐沢郡と改称された。758年（乾元元年）、懐沢郡は貴州の称にもどされた。貴州は嶺南道の邕管十州に属し、鬱平・懐沢・義山・潮水の4県を管轄した。

## 宋代
宋のとき、貴州は広南西路に属し、鬱林県を管轄した。

## 元代以降
1281年（至元18年）、元により貴州は和斜温両投下の食邑所在地とされた。1301年（大徳5年）、宋隆済らが反乱を起こし、知州の張懐徳が戦死した。1305年（大徳9年）に鬱林県が廃止され、貴州は管轄県を持たない散州とされた。貴州の人口は8891戸、20811人あった。
1369年（洪武2年）、明により貴州は貴県に降格された。貴県は潯州府の属県となった。